# Episodi di Shaun the Sheep - Pecore vincenti
Questa voce contiene l'elenco degli episodi della serie TV animata Pecore vincenti (Shaun The Sheep Championsheeps). In Italia è stata trasmessa da Rai 2 dal 30 luglio 2012.
| n° | Titolo originale      | Titolo italiano        | Prima TV UK    | Prima TV Italia   |
| -- | --------------------- | ---------------------- | -------------- | ----------------- |
| 1  | Relay                 | Staffetta              | 2 luglio 2012  | 31 luglio 2012    |
| 2  | Shot Put              | Lancio del peso        | 2 luglio 2012  | 6 agosto 2012     |
| 3  | Synchronised Swimming | Nuoto sincronizzato    | 3 luglio 2012  | 8 agosto 2012     |
| 4  | Ping Pong             | Ping Pong              | 3 luglio 2012  | 30 luglio 2012    |
| 5  | Diving                | Gara di tuffi          | 4 luglio 2012  | 1º agosto 2012    |
| 6  | Fencing               | Scherma                | 4 luglio 2012  | 10 agosto 2012    |
| 7  | Gymnastics            | Ginnastica artistica   | 5 luglio 2012  | 18 settembre 2012 |
| 8  | Archery               | Tiro con l'arco        | 5 luglio 2012  | 7 agosto 2012     |
| 9  | Weightlifting         | Sollevamento pesi      | 6 luglio 2012  | 7 agosto 2012     |
| 10 | Steeplechase          | Corsa ad ostacoli      | 6 luglio 2012  | 10 agosto 2012    |
| 11 | Beach Volleyball      | Pallavolo in fattoria  | 9 luglio 2012  | 2 agosto 2012     |
| 12 | Hockey                | Hockey                 | 9 luglio 2012  | 6 agosto 2012     |
| 13 | Swimming              | Stile libero           | 10 luglio 2012 | 8 agosto 2012     |
| 14 | 100 Metre Dash        | Corsa dei 100 metri    | 10 luglio 2012 | 3 agosto 2012     |
| 15 | BMX                   | Shaun il ciclista      | 11 luglio 2012 | 31 luglio 2012    |
| 16 | Rings                 | La prova degli anelli  | 11 luglio 2012 | 3 agosto 2012     |
| 17 | Hammer                | Lancio dello stivale   | 12 luglio 2012 | 7 ottobre 2012    |
| 18 | Trampoline            | Il trampolino elastico | 12 luglio 2012 | 30 luglio 2012    |
| 19 | Judo                  | Judo                   | 13 luglio 2012 | 2 agosto 2012     |
| 20 | Ribbon                | Ginnastica ritmica     | 13 luglio 2012 | 9 agosto 2012     |
| 21 | Pole Vault            | Salto con l'asta       | 13 luglio 2012 | 1 marzo 2014      |